# Сингапур на летних Олимпийских играх 1960
Сингапур принимал участие в Летних Олимпийских играх 1960 года в Риме (Италия) в четвёртый раз за свою историю, и завоевал одну серебряную медаль. Это первая олимпийская медаль Сингапура.

## Серебро
- Тяжёлая атлетика, мужчины — Тан Хоу Лян.